# (9201) 1993 FU39
A (9201) 1993 FU39 a Naprendszer kisbolygóövében található aszteroida. Az UESAC projekt keretében fedezték fel 1993. március 19-én.